# Zak Starkey
Pour les articles homonymes, voir Starkey.
Zak Starkey est un batteur de rock britannique, né le 13 septembre 1965 à Hammersmith à Londres. Il est le fils de Ringo Starr (Richard Starkey) et de sa première épouse, Maureen Cox. Son père a choisi le prénom Zak car selon lui c'est « un prénom sympa, fort et qui ne peut pas être raccourci ». Il est connu comme étant le troisième batteur d'Oasis et le quatrième batteur du groupe The Who mais ne faisant pas officiellement partie du groupe. 

## Carrière de batteur
À l'âge de huit ans, Starkey a commencé à s'intéresser à la musique. À dix ans, il commença à apprendre en autodidacte à jouer de la batterie après avoir reçu une leçon de son père. Bien que Ringo loue les capacités de son fils, il a déclaré qu'il l'avait espéré en avocat ou en médecin et non en batteur comme lui.
Starkey a reçu son premier kit de batterie professionnel de son idole, Keith Moon, son parrain et ami de Ringo Starr.

## The Who (1994-présent)
Bien que Starkey ait déjà travaillé avec John Entwistle sur la tournée de Ringo Starr and His All-Starr Band et sur l'album Rock de John Entwistle, il a reçu sa première occasion de travailler avec les Who en 1994, avec Roger Daltrey pour la tournée Daltrey Sings Townshend Tour. Cette tournée est partie d'une performance de deux nuits au Carnegie Hall pour célébrer le cinquantième anniversaire de Daltrey, puis il a ensuite recruté John Entwistle, Simon Townshend et Zak Starkey pour compléter une tournée américaine. En 1996, Starkey quitte son groupe Face pour travailler avec les Who sur leur tournée Quadrophenia. Il a reçu de très bonnes critiques dans ce rôle, pour être une forte présence aux percussions, mais sans imiter de manière explicite le batteur originel Keith Moon. Il a joué des percussions pour un titre de l'album des Who de 2006, Endless Wire, et pour deux nouveaux titres sorti en 2004 sur The Who : Then and Now, soit Real Good Looking Boy avec Greg Lake à la basse et Old Red Wine. Toutefois, il a été incapable de fournir les pistes de batteries pour leur EP Wire & Glass et l'album Endless Wire parce qu'il était en tournée avec Oasis au moment où Townshend a enregistré les chansons. Starkey a joué avec les Who sur la tournée The Who Sell Out 2006-2007, qui devait se terminer à Glastonbury en 2007.
Le 15 avril 2025, son renvoi de The Who est annoncé, trois semaines après avoir donné deux concerts avec le groupe au Royal Albert Hall de Londres. Quelques jours après, une nouvelle annonce précise finalement qu'il ne quittera pas le groupe, Pete Townshend déclarant qu'il y a eu "quelques problèmes de communication".

## Oasis (2004-2008)
En 2004, Starkey a rejoint le groupe de Britpop Oasis, en remplacement du batteur Alan White.
En mai 2005, Noel Gallagher a révélé à la BBC que Starkey avait enregistré lors des sessions d'enregistrement (mars-décembre 2004) pour leur nouvel album, Don't Believe the Truth. Starkey a enregistré toutes les pistes, sauf Mucky Fingers (jouée par Terence Kirkbride, le batteur de Proud Mary), chanson qui a été achevée avant son arrivée. Il a participé à tous les spectacles sur la tournée mondiale de 2005/2006 et est aussi apparu dans les vidéos de la promo pour les singles. Toutefois, comme il n'était pas un membre officiel du groupe, il apparaissait rarement avec le reste du groupe dans les activités de promotion telles que les interviews et les séances de photos.
Après la fin de la tournée en avril, Noel Gallagher a confirmé que Starkey avait été invité à être le batteur officiel d'Oasis, mais cela ne pouvait pas se concrétiser avant la fin de ses engagements avec les Who, à la mi-2007. Le 14 février, Starkey est assis derrière la batterie quand Oasis a reçu le Brit Award pour sa contribution exceptionnelle à la musique. Toutefois, il a été annoncé que Starkey ne serait pas sur la tournée Dig Out Your Soul avec le groupe en raison de problèmes personnels. Gallagher l'a confirmé, plus tard, et a annoncé que le batteur de Robbie Williams, Chris Sharrock, avait pris sa position dans le groupe. Starkey et Sharrock ont une histoire très similaire, Sharrock était le prédécesseur de Starkey en tant que batteur pour The Lightning Seeds.

## Discographie
En 1985, il joue sur l'album solo de Roger Daltrey avec le guitariste Alan Shaclcock anciennement du groupe britannique Babe Ruth, ainsi que les batteurs Carl Palmer du groupe Asia, Cozy Powell, Roger Taylor de Queen et Stewart Copeland des Police.
En 1988-89 Zak Starkey joue sur l'album solo d'Adrian Smith, qui venait de quitter le groupe de métal anglais Iron Maiden. Cet album s'intitule ASAP (en) (Adrian Smith and Project) - Silver and Gold, paru chez EMI sous le label Sanctuary Music en 1989.

## Vie privée
Fils aîné de Ringo et de Maureen Cox, il a un frère (Jason) et une sœur (Lee). Sa mère est morte de leucémie en 1994, malgré une greffe de moelle osseuse pour laquelle son fils Zak a été le donneur.
Zak Starkey épouse en secret Sarah Menikides le 22 janvier 1984, sans mettre ses proches au courant. Deux jours après, Ringo Starr organise une fête dans le Tittenhurst Park pour célébrer cet heureux événement.
Le 7 septembre 1985, Zak Starkey devient papa d'une petite fille nommée Tatia Jayne Starkey (ce qui fait de Ringo Starr le premier Beatles grand-père). Sa fille, à son tour, accouche d'un garçon, Stone Zakomo Low, en 2016 (Starr devient donc aussi le premier Beatles arrière-grand-père).

## Discographie
- Artists United Against Apartheid – Sun City (1985)
- Roger Daltrey – Under a Raging Moon (1985) - Avec Alan Shacklock, Carl Palmer, Cozy Powell, Roger Taylor, Stewart Copeland
- Eddie Hardin – Wind in the Willows (1985)
- Mike d'Abo – Indestructable (1987)
- ASAP – Silver and Gold (1989)
- Pete York – Super Drumming II (1989)
- Ringo Starr – Ringo Starr and His All-Starr Band (1990)
- Tony Martin – Back Where I Belong (1992)
- Robert Hart – Robert Hart (1992)
- Eikichi Yazawa - Anytime Woman(1992)
- The Semantics – Powerbill (1996)
- John Entwistle – The Rock (1996)
- Simon Townshend – Among Us (1996)
- Eddie Hardin – Wizard's Convention, Vol. 2 (1997)
- The Lightning Seeds – Tilt (1999)
- Sasha – Surfin' on a Backbeat (2001)
- Johnny Marr and the Healers – Boomslang (2003)
- The Who – Then and Now (2004)
- Oasis – Don't Believe the Truth (2005)
- The Who – Endless Wire (2006)
- Broken English – The Rough with the Smooth (2007)
- Oasis – Dig Out Your Soul (2008)
- The Who- WHO (2019)